# Papež Simah
Simah, rimski škof (papež) rimskokatoliške Cerkve in svetnik; * okrog 445 Sardinija, Zahodnorimsko cesarstvo; † 19. julij 514 Rim, Italsko kraljestvo.

## Življenjepis

### Nemirni začetek službe
Takoj po smrti Anastazija je prišlo v Rimu do hudih nemirov. 
Rimska duhovščina in večina ljudstva ni bila zadovoljna z Anastazijevo pomirljivo politiko do nepriljubljenega in nadutega bizantinskega dvora in njegovih nasilnih posegov v cerkvene zadeve, ki so privedli do Akacijevega razkola; tako so že tretji dan po smrti, 19. novembra 498, izvolili Fortunatovega sina, arhidiakona Simaha s Sardinije, za papeža; škofovsko posvečenje je sprejel v Lateranski baziliki tri dni nato, 22. novembra 498.

### Nepopustljiviprotipapež Lovrenc
Istega dne pa je tudi manjšina pod vodstvom od Bizanca podkupljenega senatorja in bivšega rimskega župana Festa izvolila za papeža arhiprezbiterja Lovrenca, ki so ga posvetili za škofa v cerkvi Marije Snežne. Protipapeža je podpiralo le nekaj duhovnikov in senatorjev. Napetosti med strankama so privedle do hudih izgredov. Vmes je posegel v Raveni stolujoči vzhodnogotski kralj Teodorik, na katerega sta se obrnili obe strani: odločil se je za Simaha, ker ga je izvolila večina in ker je bil prej posvečen. Začasno in dozdevno se  je Lovrenc umaknil. 
Papež je hotel premagati razkol in je zato sklical v Rimu marca 499 sinodo, ki se je slovesno zahvalila Teodoriku za posredovanje; Določila o volitvah papeža, ki jih je podpisal tudi Lovrenc, so pomenila prvi tozadevni odlok o papeških volitvah. V zameno je Lovrenc postal škof v Noceri. 
Nesloga pa se je vseeno nadaljevala in očitki zoper Simaha so se stopnjevali; Lovrenc in pristaši so ga dolžili, da ne obhaja Velike noči o pravem času in da je izvršil prešuštvo.

### Nadrimskim papežemjesodniksamoBog
Teodorik ga je pozval v Raveno, kjer naj bi obtožbe pojasnil. Papež se je že odpravil na pot, ko mu je postalo jasno, kam bi ga to pripeljalo. Zato se je vrnil v Rim, kjer je marca 501 sklical sinodo, ki naj bi razjasnila vse proti njemu naperjene očitke, vendar glasov nasprotne stranke to ni utišalo, pač pa so se spori ponovno razplamteli. Sinoda je odločila, da Simaha kot škofa svetega sedeža, ki je torej v Cerkvi prvo in vrhovno sodišče, nima pravice soditi nikakršno človeško sodišče, ampak je nad njim le Božja sodba; kdorkoli odreka pokorščino rimskemu papežu, velja za razkolnika. Sinoda je tudi določila, da je treba Simaha oprostiti vseh obtožb ter mu dati na razpolago cerkveno premoženje in najvišjo duhovno oblast. Zaradi Teodorikove naklonjenosti pa se je protipapež Lovrenc spet vrnil v Rim in zaneteil nemire, v katerih je bilo ubiti nekaj papeževih spremljevalcev; on se je pa komaj rešil v cerkev svetega Petra. Nemiri so se polegli šele po letu 506, ko je kralj ustregel Simahovemu poslanstvu in zahteval vrnitev vseh rimskih cerkva, ki jih je še imel v oblasti Lovrenc, pod Simahovo upravo. Teodorik se je tako dolgo obotavljal podpreti Simaha, ker se je bal zamere pri nasilnem bizantinskem cesarju Anastaziju (491-518), kateri je vedno bolj očitno podpiral monofizitizem ter začel neusmiljeno preganjati še preostale katoliške škofe. 

### Delovanje
Po izgonu protipapeža iz Rima se je Simah izkazal kot branitelj pravovernosti proti Henotikonu, ki se ga je vzhodna Cerkev še vedno držala. Bizantinskega cesarja Anastazija I. je s krepkimi izrazi pisno opozoril, da je njegova naklonjenost Akacijevemu razkolu v nasprotju z naukom svetih apostolov in da je voda na mlin krivovercev: 
Ti morda verjameš, da se ti zato, ker si cesar, ni treba bati Božje sodbe? Misliš, da si izvzet izpod sodne oblasti apostola Petra? Primerjaj vendar cesarsko oblast s tisto apostolskega prvaka. Prvi skrbi za posvetne zadeve, drugi za Božje. Če častiš Boga, kako moreš kratiti pravice tistemu, ki ga nadomešča? Poglej vendar na dolgo vrsto tistih, ki so preganjali krščanstvo od začetka naprej. Vsi so propadli; moč prave vere pa je rastla toliko bolj, kolikor bolj so jo preganjali.
 Ti papeževi opomini so sicer ostali brezuspešni; vendar je zavzeto spodbujal katoličane k vztrajnosti. Z vso naklonjenostjo in podporo je sprejemal škofe, ki so se zatekli k njemu iz Bizanca in Afrike, od koder jih je pribežalo 225 pred preganjanjem vandalskega kralja Trazamunda. 
V tem času je burgundski kralj Sigismund poromal  v Rim, kjer se je srečal s papežem Simahom in obiskal rimske bazilike; hvaležno je sprejel papeževe spodbude in podarjene relikvije; vse to ga je spodbudilo, da se je iz arijanizma iskreno spreobrnil h katoliški veri on in njegovo ljudstvo. Na stara leta je vstopil v agaunumski   samostan.  
Dal je zgraditi več novih cerkva, druge pa je obnovil in okrasil; med drugimi je papež Simah neko staro rimsko cerkev preuredil in posvetil v čast sveti Agati na Via Aureliana. Poleg treh bazilik je uredil prenočišča za revne. Pisal je tudi pesmi; ohranili so se le oltarni napisi v verzih.

### Določbe
- Tisti rimski duhovnik, ki za časa še živečega papeža obljubi svoj volivni glas komurkoli, izgubi duhovniško dostojanstvo in službo.
- Za rimskega škofa more biti posvečen le tisti, ki dobi vse ali večino glasov (Rimska sinoda 499).
- Škofu Cezariju iz Arlesa je poslal palij ter ga potrdil za primasa Galije in Španije. Palij je poslal tudi noriškemu škofu Teodorju v Laureacumu [15].
- Uvedel je petje Slave v nedeljsko mašo; Duchesne meni, da se je to nanašalo le na papeško mašo. [16]

## Smrt in češčenje
Simah je bil papež od 22. novembra 496 do smrti, ko je po mnogih preizkušnjah umrl 19. julija 514 v Rimu, kjer so ga pokopali v baziliki svetega Petra. Zaradi stanovitnosti in potrpežljivosti v nasprotovanjih si je prislužil naziv spoznavalec ali pričevalec. Njegov god je 19. julija.